# Park Narodowy Selva de Florencia
Park Narodowy Selva de Florencia (hiszp. Parque nacional natural Selva de Florencia) – park narodowy w Kolumbii położony w departamencie Caldas. Został utworzony 3 października 2005 roku i zajmuje obszar 100,2 km². W 2005 roku został zakwalifikowany przez BirdLife International jako ostoja ptaków IBA. Na południe od niego znajduje się Park Narodowy Los Nevados.

## Opis
Park znajduje się na wschodnim zboczu Kordyliery Środkowej, w dorzeczu Magdaleny (rzeki Samaná Sur i La Miel), na wysokościach od 850 do 2400 m n.p.m. Prawie w całości pokrywa go tropikalny wilgotny las górski. 
Średnia roczna temperatura w parku wynosi +19 °C, a średnie roczne opady 6270 mm. 

## Flora
Na terenie parku odnotowano 458 gatunków roślin. Rosną tu zagrożona wyginięciem (EN) Talauma hernandezii, Guzmania betancurii i Meriania selvaflorensis (od nazwy parku), narażona na wyginięcie (VU) Aniba perutilis, a także  m.in.: Guatteria ucayalina, Prestoea pubens, Centronia mutisii, Stenospermation longipetiolatum, Wettinia kalbreyeri, Podocarpus oleifolius i Couepia platicalix.

## Fauna
W parku występuje 75 gatunków ssaków, 394 gatunki ptaków, 20 gatunków gadów i 78 gatunków płazów.
Ssaki tu żyjące to krytycznie zagrożony wyginięciem (CR) czepiak brązowy, zagrożona wyginięciem (EN) kapucynka zmienna, narażone na wyginięcie (VU) ponocnica lemurowata i tamaryna białonoga, a także m.in.: wyjec rudy, wydrak długoogonowy, puma płowa i pakarana Branickiego.
Ptaki to narażone na wyginięcie (VU)  kacykarz i brodacz białogrzbiety, a także m.in.: szmaragdotanagra wspaniała, przepiór kasztanowaty, dzięciur żółtogłowy, habia czubata, habia szara, zaroślak oliwkowy, mrówinek samotny, czakalaka kolumbijska, dzięciolnik szary, krytonosek kolumbijski, jaskólak i grdacz soplowaty.
Płazy występujące w parku to m.in.: krytycznie zagrożone wyginięciem (CR) Pristimantis torrenticola, Pristimantis tribulosus i Pristimantis veletis, zagrożona wyginięciem (EN) Andinobates daleswansoni, narażone na wyginięcie (VU) Andinobates opisthomelas i Nymphargus rosada.
Gady to m.in.: Bothrops asper, żararaka rogata, Pseustes shropshirei, rzemieniec jaszczurkojad i Anolis tolimensis.